# Lyman Frank Baum
Lyman Frank Baum (15. května 1856 Chittenango, stát New York, USA – 6. května 1919 Hollywood, Los Angeles, Kalifornie, USA) byl americký spisovatel.
Jeho otec v Pensylvánii vlastnil ropná pole, se svojí rodinou žil v rodinném sídle Rose Lawnu. V roce 1882 se oženil s Maudou Gege. Pracoval na různých místech, třeba v divadle, psal pro noviny a časopisy, krátce pracoval i na drůbeží farmě. Jeho první publikovaná kniha pojednává o chovu slepic (vyšla v roce 1886). Roku 1891 se rodina přestěhovala do Chicaga a začal psát dětskou literaturu. Stvořil imaginární zemi Oz, ale vydával i jiné příběhy pro děti, pod pseudonymem Edith Van Dyne.

## Dílo
- Seznam děl v Souborném katalogu ČR, jejichž autorem nebo tématem je Lyman Frank Baum
- 1900 The Wonderful Wizard Of Oz (Čaroděj ze země Oz, posléze velmi úspěšně i zfilmována), první kniha ze země Oz, zaznamenala obrovský úspěch. O této zemi napsal dalších třináct románů a chtěl se sérií skončit. Nicméně podlehl přáním čtenářů a k pohádkám o zemi Oz se později vrátil.
- 1901 Dot and Tot of Merryland
- 1901 American Fairy Tales
- 1902 The Life and Adventures of Santa Claus
- 1903 The Enchanted Island of Yew
- 1904 The Marvelous Land of Oz (Čarodějná země Oz)
- 1905 Queen Zixi of Ix
- 1906 John Dough and the Cherub
- 1907 Ozma of Oz
- 1908 Dorothy and the Wizard in Oz
- 1909 The Road to Oz
- 1910 The Emerald City of Oz
- 1913 The Patchwork Girl of Oz
- 1914 Tik-Tok of Oz
- 1915 The Scarecrow of Oz
- 1916 Rinkitink in Oz
- 1917 The Lost Princess of Oz
- 1918 The Tin Woodman of Oz
- 1919 The Magic of Oz
- 1920 Glinda of Oz